# Geochronologie
| Chronostratigraphie | Geochronologie |
| ------------------- | -------------- |
| Äonothem            | Äon            |
| Ärathem             | Ära            |
| System              | Periode        |
| Serie               | Epoche         |
| Stufe               | Alter          |

Geochronologie (von altgriechisch γῆ ge, deutsch ‚Erde‘ und χρὁνος chronos, deutsch ‚Zeit‘, ‚Zeitdauer‘ und -logie) ist die Wissenschaftsdisziplin, die Ereignisse der Erdgeschichte und sekundär die Entstehungszeit von Gesteinen und Sedimenten (siehe Chronostratigraphie) absolut-zeitlich datiert. Unter anderem erstellt sie aus den ermittelten Daten die geologische Zeitskala, in der Zeitintervalle identifiziert, als geochronologische Einheiten benannt und zeitlich datiert dargestellt sind.
Häufig korrespondieren geochronologische Einheiten mit der Bildungszeit chronostratigraphischer Einheiten, also physisch existenter Gesteinskörper. Die Geochronologie ist ihrem Wesen nach dagegen immateriell und ist daher nicht im eigentlichen Sinne eine stratigraphische (gesteinsdatierende) Disziplin. Die Beziehungen zwischen konkreten geochronologischen Einheiten werden immer in einer älter/jünger-Beziehung ausgedrückt.
Die Datierung von Gesteinen kann absolut oder relativ erfolgen.

## Methoden
Das Alter eines Gesteins ist je nach Untersuchungsmethode unterschiedlich zu interpretieren. Bei magmatischen Gesteinen können sowohl das Alter der Kristallisation (der Platznahme in der Erdkruste) und je nach untersuchtem Mineral auch mehrere Abkühlalter bestimmt werden. Ebenso kann in metamorphen Gesteinen der Zeitraum eines Metamorphose-Ereignisses festgestellt werden. In manchen Sedimenten bilden sich während der Ablagerung bestimmte Minerale (zum Beispiel Glaukonit in vielen marinen (Grün-)Sandsteinen), deren Entstehungsalter durch Messung radioaktiver Isotope bestimmt werden kann. Dieses Alter wird dann als Sedimentationsalter interpretiert.

### Sedimentierung
Lange gab es keine direkten Methoden zur absoluten Altersbestimmung von Gesteinen. Schätzungen basierten auf Erosionsraten der Gebirge sowie Sedimentationsraten in Seen und Ozeanen. Anfang des 20. Jahrhunderts begründete der schwedische Geologe Gerard Jakob De Geer die Warvenchronologie, also das Auszählen von jährlichen Schichten (Warven). Jährliche Schichten sind auch in Eisbohrkernen erkennbar.
Die Aufstellung lokaler relativer Schichtfolgen und deren regionale und globale Zuordnung ist Thema der Stratigraphie.

### Isotopenmessung
Die Isotopenmessung nutzt Erkenntnisse zu chronometrischen Fragestellungen aus der Isotopengeologie zur Altersbestimmung.
Mit der Entdeckung der Radioaktivität wurden verschiedene Messmethoden entwickelt, die auf der Untersuchung des Mengenverhältnisses natürlicher Radioisotope beruhen. Die Isotopenverhältnisse ändern sich aufgrund unterschiedlicher Zerfallszeiten (Halbwertszeit) oder natürlicher Bestrahlung (Radioaktivität der Erde oder extraterrestrische Strahlung).
Heute werden auch Methoden eingesetzt, die auf der quantitativen Bestimmung künstlich erzeugter Radioisotope beruhen, z. B. die Tritiummethode zur Bestimmung des Alters oberflächennaher Grundwässer. Nach einem Eintrag eines solchen Isotops in das Wasser nimmt der Gehalt des Isotops durch Zerfall und ggf. Verdünnung ab.
Die erste auf der Uran-Blei-Zerfallsreihe beruhende Altersbestimmung wurde 1913 von Arthur Holmes veröffentlicht und war seinerzeit sehr umstritten. Friedrich Georg Houtermans publizierte 1953, basierend auf von Clair Cameron Patterson durchgeführten Uran-Blei-Isotopenmessungen an Meteoriten, das heute akzeptierte Erdalter von ca. 4,5 Milliarden Jahren. Heute werden unterschiedliche radioaktive Isotope sowie ihre Zerfallsprodukte benutzt, um das Alter von Gesteinen zu bestimmen. 

#### Rubidium-Strontium-Methode
Rubidium 87Rb zerfällt mit einer Halbwertszeit von 47 Mrd. Jahren in 87Sr. Die Radiometrische Datierung eignet sich für sehr alte Gesteine. Da neben 87Sr auch das stabile 86Sr vorkommt, erhält man über die Isochronenmethode recht genaue Daten für beispielsweise Feldspäte, Hornblende oder Glimmer in der Größenordnung von 1000 Mio. Jahren mit einem Fehler von mehreren 10 Mio. Jahren.

#### Uran-Blei-Methode
Die Uran-Blei-Methode nutzt zwei Zerfallsreihen:
1. Zerfall des Radioisotops 235U mit einer Halbwertszeit von 703,8 Mio. Jahren über verschiedene Tochterisotope zu stabilem 207Pb (Uran-Actinium-Reihe)
2. Zerfall des Radioisotops 238U mit einer Halbwertszeit von 4,468 Mrd. Jahren über verschiedene Tochterisotope zu stabilem 206Pb (Uran-Radium-Reihe)

Das Alter uranhaltiger Minerale kann nun über das Verhältnis der Tochterisotope zum verbliebenen Anteil des Mutterisotops (hier: U) unter Kenntnis der Halbwertszeit des Mutterisotops bestimmt werden. Dabei muss ggf. der vor dem radioaktiven Zerfall bestehende Gehalt an den Bleiisotopen 207Pb und 206Pb berücksichtigt werden; dies geschieht durch die Messung des Gehalts an nicht durch radioaktiven Zerfall entstandenem, das heißt bereits vorhandenem 204Pb: Die unveränderten Verhältnisse 207Pb/204Pb und 206Pb/204Pb sind aus der Messung von Meteoritenmaterial bekannt, daher kann aus dem 204Pb-Gehalt auch der ursprüngliche Gehalt an 207Pb bzw. 206Pb berechnet werden; dieser muss von dem gemessenen Gehalt abgezogen werden – der Rest ist dann durch radioaktiven Zerfall entstanden.
Ein großer Vorteil der Uran-Blei-Methode ist, dass man meist beide Zerfallsreihen benutzen und damit sein Ergebnis absichern kann. Wegen der hohen Halbwertszeiten ist die Methode am besten geeignet, Alter ab einer Million Jahren zu bestimmen.

#### Kalium-Argon- und Argon-Argon Methode
Die Kalium-Argon-Methode nutzt die Zerfallsprodukte des Kaliums. Kalium selbst kommt in der Natur in Form von drei Isotopen vor: 39K (93,26 %), 40K (0,012 %), 41K (6,73 %).
Das radioaktive 40K zerfällt mit einer Halbwertszeit von 1,277 · 109 Jahren zu 40Ar und 40Ca. Das selten auftretende 40Ar wird für die Altersbestimmung verwendet. 40Ca kommt als Isotop des Calciums sehr häufig vor, so dass die Entstehung von zusätzlichem 40Ca aus dem Zerfall von Kalium kaum messbar ist und sich daher für Altersbestimmungen nicht eignet.
Zur Bestimmung des 40Ar-Gehaltes eines Gesteins muss das Gestein geschmolzen werden. In dem dabei austretenden Gas wird das Edelgas 40Ar bestimmt. Wenn auch der 40K-Gehalt des Gesteins bestimmt ist, lässt sich aus der Veränderung des Verhältnisses von 40K zu 40Ar zwischen der Zeit der Gesteinentstehung bzw. -erstarrung und dem Zeitpunkt der Bestimmung des Verhältnisses im Labor das Alter des Gesteins berechnen.
Durch die relativ lange Halbwertszeit von 1,28 · 109 Jahren eignet sich diese Methoden für Gesteine, die älter als ca. 100 000 Jahre sind.
Die 40Ar/39Ar-Methode nutzt die Entstehung von 39Ar aus 39K durch Neutronenbeschuss einer Gesteinsprobe in einem Reaktor. Nach dem Beschuss wird das Verhältnis der beim folgenden Schmelzen einer Gesteinsprobe austretenden Isotope 40Ar und 39Ar bestimmt.
Wie bei der Kalium-Argon-Methode ist 40Ar das Tochterisotop. Da die Isotopenverhältnisse des K bekannt sind, kann 39Ar, das bei dem Zerfall von 39 K durch Neutronenbeschuss entsteht, als Ersatz für das K-Mutterisotop verwendet werden.
So ist lediglich das Verhältnis von 40Ar zu 39Ar im austretenden Gas zu bestimmen. Analysen anderer Isotope durch weitere Analysemethoden sind nicht erforderlich.

#### Radiokohlenstoffmethode
Die besonders zur Altersbestimmung organischen Materials erdgeschichtlich jüngeren Materials geeignete Radiokohlenstoffmethode nutzt den Zerfall des durch kosmische Strahlung in der höheren Atmosphäre entstandenen 14C (Halbwertszeit: 5730 Jahre). Sie ist für geologische Zwecke nur dann geeignet, wenn kohlenstoffhaltige Objekte datiert werden sollen, die weniger als ca. 50.000 Jahre alt sind. Damit ist sie auf das Quartär begrenzt.
Die Hauptanwendungsgebiete der Radiokarbonmethode sind die Archäologie, die archäologische Stratigraphie sowie die Historische Klimatologie.

#### Aluminium-Beryllium-Methode

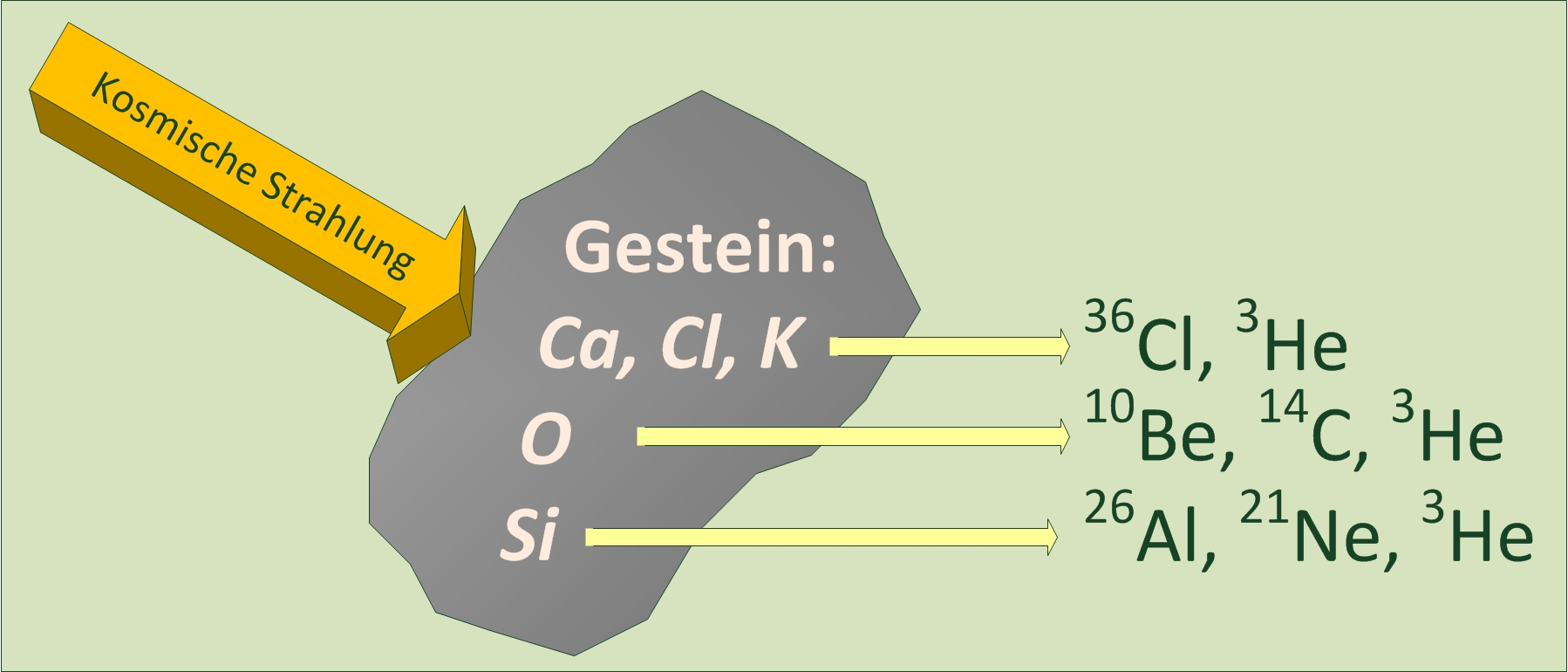
Entstehung von Radionukliden (z. B. ^{26}Al, ^{10}Be) durch kosmische Strahlung an Gesteinoberflächen

Die Altersbestimmung mit Hilfe der Oberflächenexpositionsdatierung über das Aluminiumisotop 26Al und das Berylliumisotop 10Be im Mineral Quarz (SiO2) basiert auf dem (bekannten) Verhältnis von 26Al und 10Be, die beide durch kosmische Strahlung (Neutronen-Spallation, Myonen-Einfang) an der Oberfläche von Steinen/Mineralen entstehen. Das Verhältnis ist abhängig u. a. von der Höhenlage, der geomagnetischen Breite, der Strahlungsgeometrie und einer möglichen Schwächung der Strahlung durch Abschirmungen (Verbringung, Bedeckung). Die spezifischen Strahlungsbedingungen und damit das Verhältnis von 26Al zu 10Be müssen vor der Altersbestimmung festgelegt bzw. abgeschätzt werden können.
Ab dem Zeitpunkt, zu dem das in Frage kommende Material vor der kosmischen Strahlung abgeschirmt wurde (z. B. durch Einlagern in eine Höhle), nimmt der Anteil der beiden Radionuklide durch radioaktiven Zerfall unterschiedlich schnell ab, sodass sich aus dem Verhältnis dieser Radionuklide zum Zeitpunkt der Untersuchung und dem angenommenen (bekannten) Gleichgewichtsverhältnis unter Bestrahlung und Kenntnis der jeweiligen Halbwertszeiten (siehe auch Nuklidkarte) das Alter abschätzen lässt.
Diese Methode wurde auch zur Bestimmung des Alters von fossilen Hominiden-Knochen genutzt. Allerdings können die Knochen nicht direkt untersucht werden, sondern es werden die sie umgebenden Quarz enthaltenden Sedimente herangezogen.

#### Samarium-Neodym-Methode
Samarium-147 (147Sm) wandelt sich über Alphazerfall in Neodym-143 (143Nd) um. Die lange Halbwertszeit des Samariumisotops 147Sm von ca. 106 Mrd. Jahren erlaubt Altersbestimmungen in geologischen Zeiträumen.
Ein weiteres radioaktives Samarium-Isotop, 146Sm, das sich ebenfalls über Alphazerfall in Neodym-142 (142Nd) umsetzt, existiert nicht mehr in der Natur. Es ist ausgestorben, bietet aber mit seiner Halbwertszeit von ca. 103 Mio. Jahren die Möglichkeit, über 142Nd-Anomalien in sehr alten Gesteinen Geoprozesse in der Frühzeit der Erde zu erforschen. Forschungsergebnisse der letzten Jahre deuten darauf hin, dass die Halbwertszeit von 146Sm mit ca. 68 Mio. Jahren deutlich kürzer sein könnte.

#### Tritiummethode
Tritium (3H) ist ein natürliches Isotop des Wasserstoffs und zerfällt mit einer Halbwertzeit 12,32 Jahren. Durch die atmosphärischen Kernwaffentests in den 1950er und zu Beginn der 1960er Jahre wurden große Mengen Tritium in der Atmosphäre freigesetzt.
Durch Niederschlag gelangte dann Tritium in Oberflächengewässer und oberflächennahes Grundwasser. Die Abnahme der Tritiumkonzentration durch Verdünnung und radiologischem Zerfall ermöglicht die Bestimmung des Alters eines Wassers, d. h. dessen Eintrag über den Niederschlag bzw. dessen Verweilzeit im Grundwasserleiter sofern mögliche Verdünnung durch vorhandenes Wasser oder andere Zuströme abgeschätzt werden können.
Mit der Tritiummethode ist die Bestimmung der Verweilzeiten des Grundwassers von einigen Jahren bis zu mehreren Jahrzehnten möglich. Voraussetzung ist, dass dieser Eintrag nicht vor den atmosphärischen Kernwaffentests stattfand.

#### Weitere Methoden
- Neodym-Strontium-Methode
- Lutetium-Hafnium-Methode
- Rhenium-Osmium-Methode